# Korlino
Korlino [kɔrˈlinɔ] (anteriormente en alemán Körlin) es un pueblo ubicado en el distrito administrativo de Gmina Postomino, dentro del condado de Sławno, voivodato de Pomerania Occidental, en el norte de Polonia Occidental. Se encuentra aproximadamente a 7 kilómetros al oeste de Postomino, a 17 kilómetros al norte de Sławno, y a 181 kilómetros al noreste de la capital regional Szczecin.
Antes de 1945, el área era parte de Alemania. Para la historia de la región, véase Historia de Pomerania.